# Parc Haller
Pour les articles homonymes, voir Haller.
Le parc Haller (Haller park), du nom de son créateur René Haller, est un parc zoologique et botanique centré sur les animaux proche de la ville de Mombasa, au Kenya. 

## Description
Il se trouve plus précisément à Bamburi, au nord-est de Mombasa : il s'agit du site d'une ancienne carrière de corail utilisée pour produire du ciment, réhabilitée en parc botanique et zoologique par les soins de Bamburi Cement, une filiale de Lafarge. 
Le parc est caractérisé par son importante faune de grands vertébrés et la plupart des animaux y vivent en liberté, sans enclos, mis à part les hippopotames, les crocodiles, les buffles et les serpents. On peut ainsi y croiser au fil des promenades des girafes, des cobes, des élands, des oryx, des marabouts ou encore des tortues géantes des Seychelles, ainsi que de très nombreux singes verts.

## Owen et Mzee
Le Parc Haller abrite deux animaux célèbres : Owen et Mzee. Le premier est un hippopotame rendu orphelin par le tsunami de 2004, et la seconde une tortue géante centenaire, qui a « adopté » le jeune hippopotame au grand étonnement des scientifiques, car cette espèce n'élève même pas ses propres petits. Plusieurs livres et films ont été réalisés sur leur amitié, mais les deux animaux vivent à présent séparés, Owen étant devenu un hippopotame adulte aux dimensions potentiellement dangereuses même pour son vieil ami.

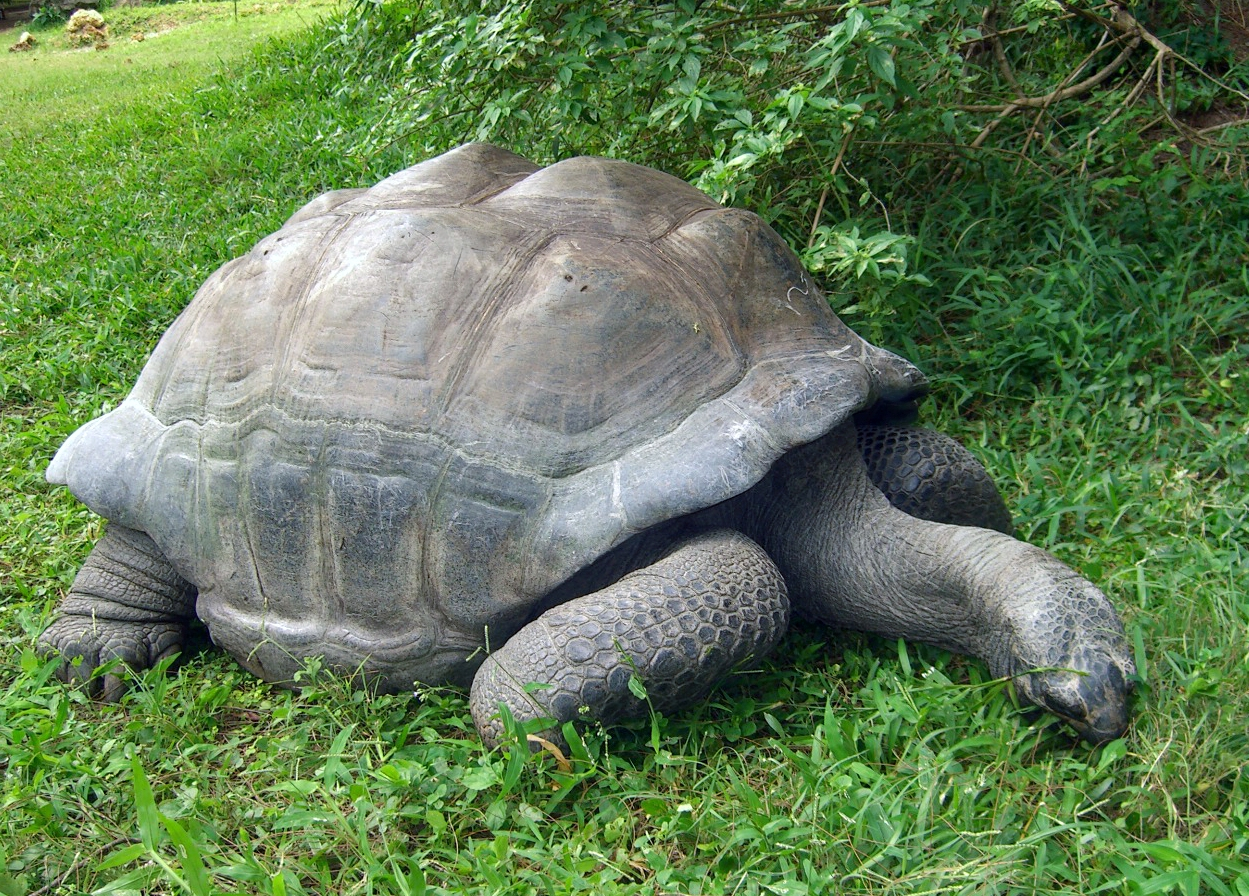
Mzee, la tortue vedette du parc.